# Howard Pyle

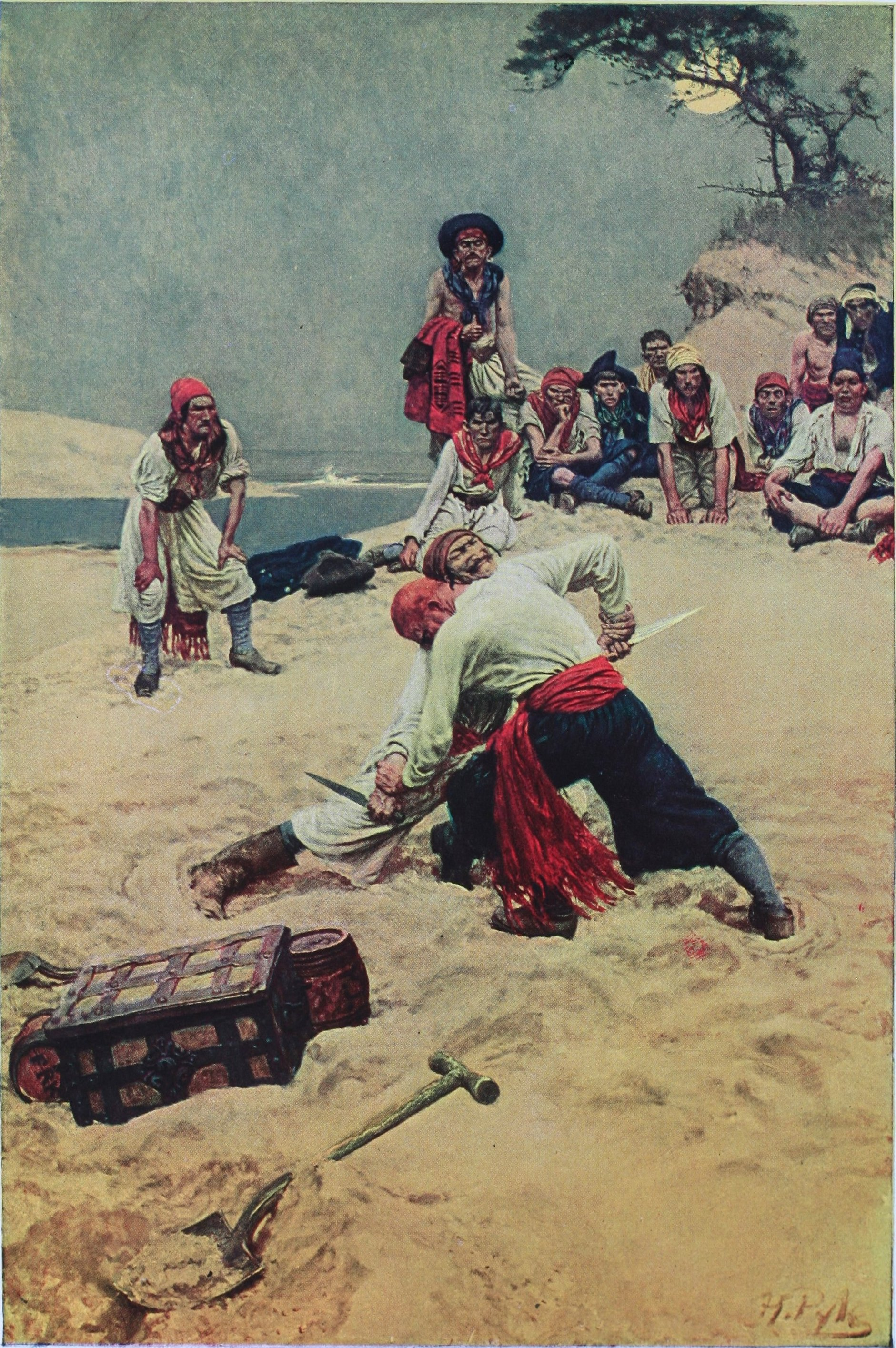
Piratas lutam em Who Shall Be Captain? por Howard Pyle, 1911

Howard Pyle (Wilmington, 5 de março de 1853 - Florença, 9 de novembro de 1911) foi um ilustrador norte-americano, um dos mais famosos do seu tempo.

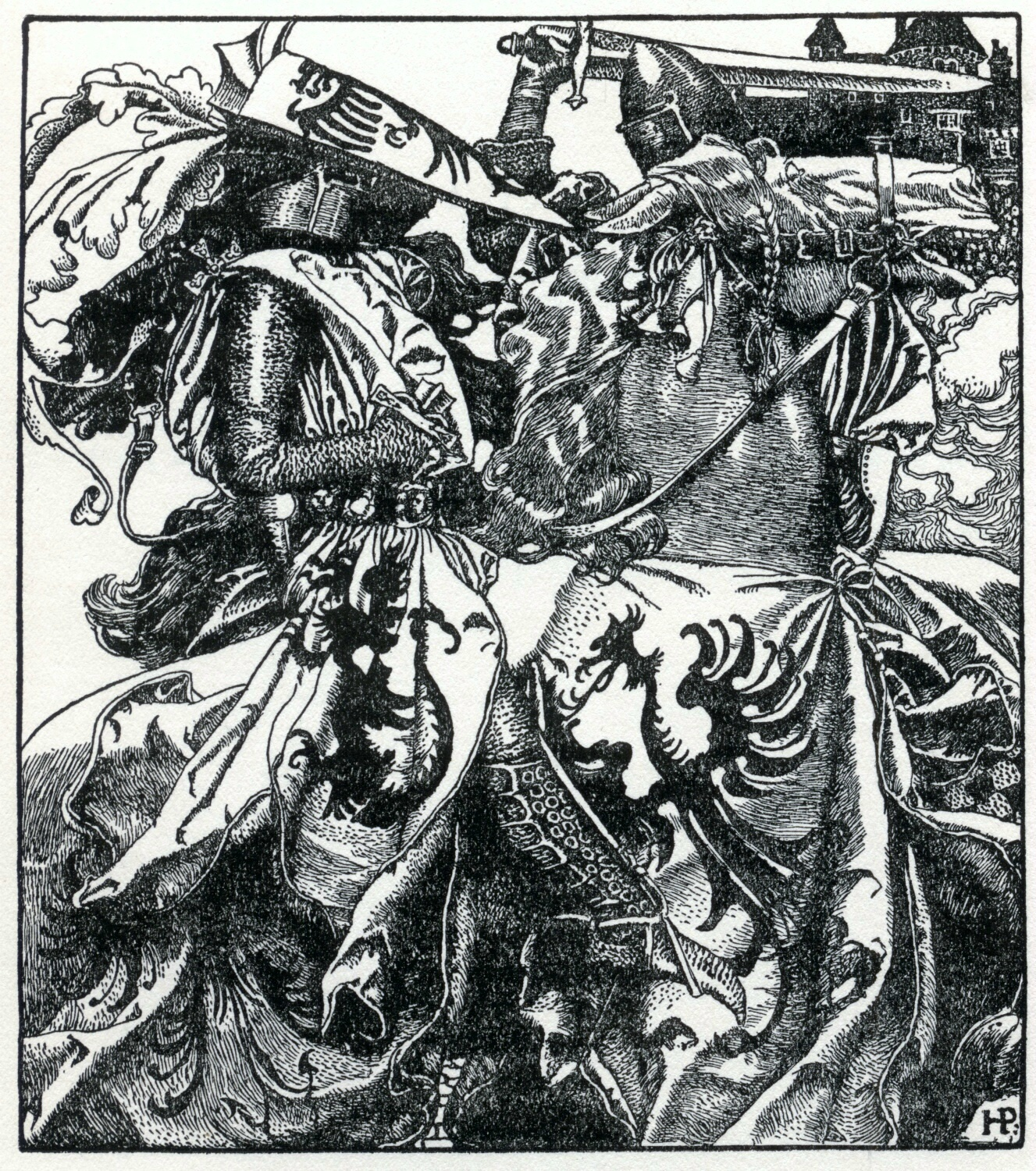
"Sir Kay quebra sua espada no torneio", uma das ilustrações arturianas de Pyle

Durante sua carreira, realizou trabalhos para revistas como Harper's Monthly, Collier's Weekly, St. Nicholas e Scribner's Magazine, além de ilustrar obras de Mark Twain, Robert Louis Stevenson e Oliver Wendell Holmes, poesia de William Dean Howells e obras historiográficas de Henry Cabot Lodge and Woodrow Wilson.
Suas ilustrações influenciaram o desenho cinematográfico de filmes sobre piratas e temas medievais, como os que estrelou Errol Flynn. Ao falecer, o New York Times celebrou-o como o "pai da ilustração americana como a conhecemos hoje".

## Principais trabalhos
Pyle escreveu e ilustrou vários livros, além de inúmeras ilustrações feitas para a Harper's Weekly, outras publicações periódicas e várias obras de ficção para crianças.

### As Aventuras de Robin Hood
Pyle sintetizou muitas lendas e baladas tradicionais de Robin Hood neste trabalho, enquanto as atenuava para torná-las adequadas para crianças. Por exemplo, ele modificou a balada do final do século 17 " Robin Hood's Progress to Nottingham", mudando-a de Robin matando quatorze florestais por não honrar uma aposta para Robin se defendendo de um atentado contra sua vida por um dos florestais. Pyle manda Robin matar apenas dois homens, um que atirou nele quando ele era jovem, o outro um assassino odiado chamado Guy of Gisbourne que o xerife enviou para matá-lo. Mudou os contos em que Robin rouba tudo o que um viajante emboscado carregava, como "Robin Hood e o Bispo de Hereford", de modo que a vítima fica com um terceiro e outro terço é dedicado aos pobres.
Pyle não se preocupava muito com a precisão histórica, mas rebatizou a rainha na história "Robin Hood e a Rainha Katherine" como Eleanor (da Aquitânia). Isso a tornou historicamente compatível com o Rei Ricardo, o Coração de Leão, com quem Robin finalmente fez as pazes.
Muitos dos contos do livro de Robin Hood datam do final da Idade Média. Sua conquista foi integrá-los em uma história unificada, que também ilustrou. Por exemplo, ele incluiu " Robin Hood e o Frade Curtal" na narrativa para reintroduzir Friar Tuck. Ele precisava de um padre cooperativo para o casamento do fora da lei Allan a Dale) com sua namorada Ellen. No original "A Gest of Robyn Hode", a vida é salva de um lutador anônimo que venceu uma luta, mas provavelmente foi assassinado por ser um estranho. Pyle adaptou e deu ao lutador a identidade de David de Doncaster, um dos integrantes do bando de Robin na história "Robin Hood e a Flecha de Ouro". Em seu tratamento romanesco dos contos, ele desenvolveu vários personagens que haviam sido mencionados em apenas uma balada, como David de Doncaster ou Arthur a Bland.

### Men of Iron (Homens de ferro)
Men of Iron é um romance de 1891 sobre o escudeiro Myles Falworth que espera se tornar um cavaleiro, resgatando assim a honra de sua família. Seu pai foi falsamente implicado em um complô para matar o rei Henrique IV. O conto de aventura segue Myles através de seu treinamento intensivo para a cavalaria e termina com ele se tornando um cavaleiro e desafiando o perverso Lord Brookhurst Alban para um julgamento por combate.
O romance foi adaptado para o filme de 1954 The Black Shield of Falworth, estrelado por Tony Curtis e Janet Leigh.

### Outros trabalhos
- Otto of the Silver Hand, sobre o filho de um barão ladrão durante o período medieval.
- Rejected of Men:[4] A Story of To-day (1903), apresentando a história de Jesus como se ela tivesse ocorrido durante o início do século XX na América.
- The Wonder Clock (1887), uma coleção de vinte e quatro contos, um para cada hora do dia. Cada conto era precedido por um verso caprichoso contando os acontecimentos tradicionais da casa àquela hora. Sua irmã Katharine Pyle escreveu os versos. Pyle criou os contos baseados em contos populares europeus tradicionais.
- Pepper and Salt, ou Seasoning for Young Folk, contos tradicionais para leitores mais jovens que ele também ilustrou.
- Após sua morte, um editor reuniu várias de suas histórias e ilustrações de piratas e as publicou como Howard Pyle's Book of Pirates (1921).[5]

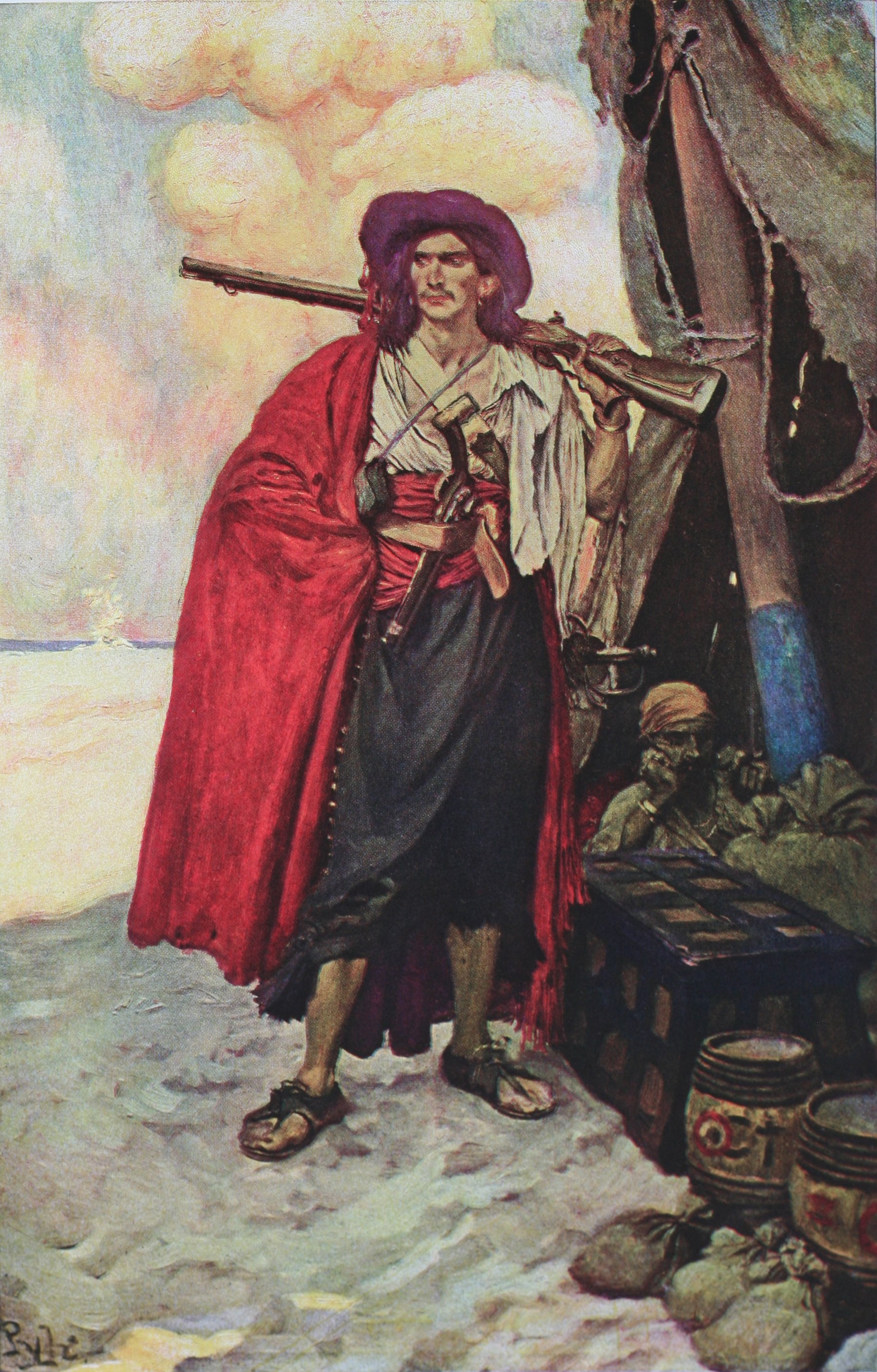
Buccaneer of the Caribbean, do Howard Pyle's Book of Pirates